# 拉森崖
71°56′S 6°53′E / 71.933°S 6.883°E
拉森崖（英語：Larsen Cliffs）是南極洲的懸崖，位於毛德皇后地的阿斯特里德公主海岸，屬於穆利格-霍夫曼山脈的一部分，挪威探險隊根據測量和空中照片繪入地圖，現時由南極條約體系管理。